# Баззардс (затока)
Баззардс-Бэй (англ. Buzzards Bay, досл. «Затока канюків») — затока Атлантичного океану на південному сході Массачусетсу. 
На заході межує з водами затоки Наррагансет і протокою Род-Айленд, на сході омиває південне узбережжя півострова Кейп-Код, з півдня обмежена островами Елізабет. 
Найбільше місто на узбережжі - Нью-Бедфорд, де починається дія роману Германа Мелвілла «Мобі Дік». 
В північно-східній частини затока торкається основи півострова Кейп-Код, в вузькій частині якого був проритий канал Кейп-Код. Це скоротило шлях з Бостону в Провіденс і Нью-Йорк, однак, негативно вплинуло на екологію акваторії. Найбільше забруднення сталося 27 квітня 2003 року, коли розлилося більше 200 т мазуту.  